# Engeltjes
Engeltjes is het twaalfde studioalbum van K3 en de opvolger van Eyo! Het album bevat 12 nieuwe nummers en verscheen op 23 november 2012.

## Tracklist
| 1.                 | Waar zijn die engeltjes?   | 03:30 |
| 2.                 | Zeg eens AAA               | 03:04 |
| 3.                 | Parapluutje                | 03:10 |
| 4.                 | Mama kan alles             | 03:20 |
| 5.                 | Vind ik leuk               | 03:22 |
| 6.                 | Leugentje Leugentje        | 02:47 |
| 7.                 | Wie zal ik een kusje geven | 03:20 |
| 8.                 | Niet normaal               | 03:31 |
| 9.                 | Gigaleuke dag              | 03:18 |
| 10.                | Jurkje                     | 03:52 |
| 11.                | Zwaai als je verliefd bent | 03:23 |
| 12.                | Mijn liefje achterna       | 03:38 |
| Totale duur: 40:15 |                            |       |

## Hitnoteringen

### NederlandseAlbum Top 100
| Hitnotering: 24-11-2012 t/m 05-10-2013 | Hitnotering: 24-11-2012 t/m 05-10-2013 | Hitnotering: 24-11-2012 t/m 05-10-2013 | Hitnotering: 24-11-2012 t/m 05-10-2013 | Hitnotering: 24-11-2012 t/m 05-10-2013 | Hitnotering: 24-11-2012 t/m 05-10-2013 | Hitnotering: 24-11-2012 t/m 05-10-2013 | Hitnotering: 24-11-2012 t/m 05-10-2013 | Hitnotering: 24-11-2012 t/m 05-10-2013 | Hitnotering: 24-11-2012 t/m 05-10-2013 | Hitnotering: 24-11-2012 t/m 05-10-2013 | Hitnotering: 24-11-2012 t/m 05-10-2013 | Hitnotering: 24-11-2012 t/m 05-10-2013 | Hitnotering: 24-11-2012 t/m 05-10-2013 | Hitnotering: 24-11-2012 t/m 05-10-2013 | Hitnotering: 24-11-2012 t/m 05-10-2013 | Hitnotering: 24-11-2012 t/m 05-10-2013 |
| Week:                                  | 1                                      | 2                                      | 3                                      | 4                                      | 5                                      | 6                                      | 7                                      | 8                                      | 9                                      | 10                                     | 11                                     | 12                                     | 13                                     | 14                                     | 15                                     | 16                                     |
| -------------------------------------- | -------------------------------------- | -------------------------------------- | -------------------------------------- | -------------------------------------- | -------------------------------------- | -------------------------------------- | -------------------------------------- | -------------------------------------- | -------------------------------------- | -------------------------------------- | -------------------------------------- | -------------------------------------- | -------------------------------------- | -------------------------------------- | -------------------------------------- | -------------------------------------- |
| Positie:                               | 63                                     | 1                                      | 5                                      | 15                                     | 10                                     | 13                                     | 10                                     | 12                                     | 10                                     | 15                                     | 21                                     | 19                                     | 21                                     | 28                                     | 27                                     | 25                                     |
| Week:                                  | 17                                     | 18                                     | 19                                     | 20                                     | 21                                     | 22                                     | 23                                     | 24                                     | 25                                     | 26                                     | 27                                     | 28                                     | 29                                     | 30                                     | 31                                     | 32                                     |
| Positie:                               | 24                                     | 10                                     | 14                                     | 17                                     | 25                                     | 27                                     | 35                                     | 37                                     | 39                                     | 56                                     | 48                                     | 49                                     | 50                                     | 60                                     | 55                                     | 45                                     |
| Week:                                  | 33                                     | 34                                     | 35                                     | 36                                     | 37                                     | 38                                     | 39                                     | 40                                     | 41                                     | 42                                     | 43                                     | 44                                     | 45                                     | 46                                     |                                        |                                        |
| Positie:                               | 50                                     | 69                                     | 64                                     | 51                                     | 49                                     | 51                                     | 67                                     | 56                                     | 61                                     | 75                                     | 88                                     | 89                                     | 92                                     | 68                                     | uit                                    |                                        |

### VlaamseUltratop 200Albums
| Hitnotering: 01-12-2012 t/m 05-10-2013 | Hitnotering: 01-12-2012 t/m 05-10-2013 | Hitnotering: 01-12-2012 t/m 05-10-2013 | Hitnotering: 01-12-2012 t/m 05-10-2013 | Hitnotering: 01-12-2012 t/m 05-10-2013 | Hitnotering: 01-12-2012 t/m 05-10-2013 | Hitnotering: 01-12-2012 t/m 05-10-2013 | Hitnotering: 01-12-2012 t/m 05-10-2013 | Hitnotering: 01-12-2012 t/m 05-10-2013 | Hitnotering: 01-12-2012 t/m 05-10-2013 | Hitnotering: 01-12-2012 t/m 05-10-2013 | Hitnotering: 01-12-2012 t/m 05-10-2013 | Hitnotering: 01-12-2012 t/m 05-10-2013 | Hitnotering: 01-12-2012 t/m 05-10-2013 | Hitnotering: 01-12-2012 t/m 05-10-2013 | Hitnotering: 01-12-2012 t/m 05-10-2013 | Hitnotering: 01-12-2012 t/m 05-10-2013 |
| Week:                                  | 1                                      | 2                                      | 3                                      | 4                                      | 5                                      | 6                                      | 7                                      | 8                                      | 9                                      | 10                                     | 11                                     | 12                                     | 13                                     | 14                                     | 15                                     | 16                                     |
| -------------------------------------- | -------------------------------------- | -------------------------------------- | -------------------------------------- | -------------------------------------- | -------------------------------------- | -------------------------------------- | -------------------------------------- | -------------------------------------- | -------------------------------------- | -------------------------------------- | -------------------------------------- | -------------------------------------- | -------------------------------------- | -------------------------------------- | -------------------------------------- | -------------------------------------- |
| Positie:                               | 4                                      | 2                                      | 2                                      | 2                                      | 2                                      | 2                                      | 3                                      | 4                                      | 4                                      | 4                                      | 8                                      | 10                                     | 12                                     | 19                                     | 17                                     | 23                                     |
| Week:                                  | 17                                     | 18                                     | 19                                     | 20                                     | 21                                     | 22                                     | 23                                     | 24                                     | 25                                     | 26                                     | 27                                     | 28                                     | 29                                     | 30                                     | 31                                     | 32                                     |
| Positie:                               | 23                                     | 18                                     | 15                                     | 19                                     | 29                                     | 31                                     | 43                                     | 44                                     | 46                                     | 60                                     | 66                                     | 82                                     | 93                                     | 58                                     | 67                                     | 55                                     |
| Week:                                  | 33                                     | 34                                     | 35                                     | 36                                     | 37                                     | 38                                     | 39                                     | 40                                     | 41                                     | 42                                     | 43                                     | 44                                     | 45                                     |                                        |                                        |                                        |
| Positie:                               | 64                                     | 65                                     | 90                                     | 63                                     | 78                                     | 75                                     | 48                                     | 69                                     | 94                                     | 103                                    | 109                                    | 145                                    | 98                                     | uit                                    |                                        |                                        |